# Prova dello stub

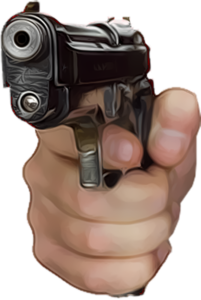

La prova dello stub è un procedimento scientifico che serve a verificare la presenza dei residui di uno sparo da arma da fuoco.

## Descrizione
La terminologia deriva dal termine inglese per "tampone", stub, il quale è materialmente un cilindro di metallo con una superficie adesiva che, fatto passare sulle mani e sui vestiti, riesce a verificare la presenza di materiali residui che generalmente rimangono sul corpo e sui vestiti di chi spara con un'arma da fuoco. Questi materiali residui fuoriescono principalmente dalla canna da cui esce anche il proiettile e si possono depositare sulle mani di chi spara, in particolare fra pollice e indice, ovvero quella parte della mano più vicina a dove avviene l’esplosione. Questi residui non rimangono a lungo e basta lavarsi bene le mani per rimuoverli. Il tampone così utilizzato, viene poi visionato con un microscopio elettronico. I residui sono causati dall'esplosione che avviene all'interno della canna di una pistola; questi residui hanno una specifica composizione chimica, piombo, antimonio e bario, i quali sono elementi contenuti nella miscela esplosiva che genera la propulsione per il proiettile. La prova, per essere attendibile, deve essere effettuata entro poche ore dallo sparo ed è ritenuta più attendibile del guanto di paraffina.